# 吾峠呼世晴
吾峠呼世晴（1989年5月5日—）是日本漫畫家，代表作是《鬼滅之刃》，福岡縣出身。

## 經歷
吾峠呼世晴24歲時，於福岡縣投稿單篇作品《狩獵過頭反遭殃》參加第70屆（2013年4月期）《JUMP寶物新人漫畫賞》（審查員：篠原健太），並獲得佳作獎項。其後於《少年Jump NEXT!!》（集英社）2014 vol.2刊載出道作《文殊史郎兄弟》。同年，《肋骨先生》刊載於《週刊少年Jump》2014年39期，作為第9屆金未來杯的參賽作品之一。
《狩獵過頭反遭殃》的前身與續篇《鬼滅之刃》自《週刊少年Jump》2016年11期開始連載。之後，吾峠過去的四部短篇作品亦於《少年Jump+》重新刊載。
吾峠的自畫像為「戴著方眼鏡的鱷魚」，真實樣貌從未公開，亦未曾出席任何作品宣傳活動，坊間普遍推測其為女性。
在受訪時，吾峠表示自己喜歡的漫畫類型廣泛：「從《JoJo的奇妙冒險》到《蠟筆小新》什麼都喜歡」，其中尤受《JoJo的奇妙冒險》影響甚深。此外，也表示喜愛《銀魂》，其作品中的搞笑風格部分受到該作啟發。
2021年2月17日，吾峠入選美國《時代雜誌》「次世代百大人物」，為當年度唯一入選的日本人。同年4月28日，榮獲第25屆手塚治虫文化獎。
《鬼滅之刃》完結後，吾峠未發表任何新作，並處於事實上的隱退狀態，是否復出目前尚無相關消息。

## 作品

### 漫畫作品
- 簡稱
  - WJ：週刊少年Jump、NEXT!!：少年JumpNEXT!!、J+：少年Jump+（集英社）。（再）：再刊載
  - 「收錄」欄位以「略-X」的格式標示作品收錄於的單行本。「略」請參閱#漫畫單行本。
    - 「X」表示作品於單行本的收錄順序。

|  | 短篇作品 |  | 連載作品 |

| 標題           | 形式 | 刊載號                                                       | 收錄 | 備註                        |
| -------------- | ---- | ------------------------------------------------------------ | ---- | --------------------------- |
| 狩獵過頭反遭殃 | 短篇 | 未刊載（2013年投稿） J+ 2016年2月15日（再）                  | 短-1 | JUMP寶物新人漫畫賞佳作 45頁 |
| 文殊史郎兄弟   | 短篇 | NEXT!! 2014 vol.2 J+ 2016年2月22日（再）                     | 短-2 | 出道作 45頁                 |
| 肋骨先生       | 短篇 | WJ 2014年39號 J+ 2016年2月29日（再）                         | 短-3 | 第九屆金未來杯入選 47頁     |
| 蝇庭的ZIGZAG         | 短篇 | WJ 2015年21號 J+ 2016年3月7日（再）                          | 短-4 | 中間彩頁 47頁               |
| 鬼滅之刃       | 連載 | WJ 2016年11期 - 2020年24期 （2016年2月15日 - 2020年5月15日） | 鬼   | 初連載                      |

### 書籍

#### 漫畫單行本
- 「略」欄表示上面#漫畫作品的「收錄」欄中使用的「略」。

|  | 連載作品 |  | 短編集 |

| 書名             | 發行商 | 叢書        | 發行年份        | 卷 | 略 |
| ---------------- | ------ | ----------- | --------------- | -- | -- |
| 鬼滅之刃         | 集英社 | JUMP COMICS | 2016年 - 2020年 | 23 | 鬼 |
| 吾峠呼世晴短編集 | 集英社 | JUMP COMICS | 2019年          | 1  | 短 |